# Robert Ryan
Robert Bushnell Ryan (* 11. November 1909 in Chicago, Illinois; † 11. Juli 1973 in New York City) war ein US-amerikanischer Schauspieler, der ab den späten 1940er-Jahren bis zu seinem Tod im amerikanischen Film vielbeschäftigt war und in vielen Genres eingesetzt wurde. 

## Leben
Robert Ryan besuchte das Dartmouth College, wo er sich im Boxen als Bester seiner Schule hervortat. Nach seinem Abschluss im Jahr 1932 hatte er unterschiedliche Gelegenheitsjobs, etwa als Heizer auf einem Schiff oder als Hilfsarbeiter auf einer Ranch in Montana. Im Showgeschäft versuchte Ryan zunächst, als Bühnenautor Fuß zu fassen, war aber gezwungen, in seinen eigenen Stücken als Schauspieler aufzutreten. Ende der 1930er-Jahre nahm er Schauspielunterricht und erhielt in den 1940er-Jahren erste Filmrollen. Nach einigen Nebenrollen erhielt er 1943 an der Seite von Ginger Rogers in Tender Comrade seine erste Hauptrolle, ehe er aufgrund seines Kriegsdiensts für drei Jahre keine Filme mehr drehte. Während des Zweiten Weltkriegs diente er beim United States Marine Corps.
Nach seinem Ausscheiden aus dem Marine Corps begann für den über 1,90 Meter großen Ryan seine produktivste und erfolgreichste Zeit als Schauspieler. 1947 entstand unter der Regie von Edward Dmytryk der Spielfilm Im Kreuzfeuer. Für seine Darstellung des antisemitisch eingestellten Mörders Montgomery wurde Ryan 1948 für den Oscar in der Kategorie Bester Nebendarsteller nominiert. Anschließend wurde Ryan zu einem der vielseitigsten Hollywood-Schauspieler, der sowohl den sympathischen Hauptdarsteller als auch den Filmschurken spielen konnte. Mitunter verschwammen in Ryans Darstellungen die Grenzen zwischen Gut und Böse, wohl auch deshalb wurde er besonders oft in Film noirs besetzt. In seinem persönlichen Lieblingsfilm Ring frei für Stoker Thompson (1949) spielte er einen abgehalfterten Boxer, der seinen letzten Erfolg im Ring teuer bezahlen muss, und in On Dangerous Ground (1951) findet er als zynischer Großstadtpolizist bei Untersuchungen in einem Mordfall auf dem Lande seine Liebe. In dem Western Nackte Gewalt (1953) von Anthony Mann und dem Gesellschaftsdrama Stadt in Angst (1955) von John Sturges verkörperte er jeweils charismatische Schurken.
In den 1960er-Jahren wirkte Ryan an mehreren Kriegsfilmen mit, etwa als US-General James M. Gavin in dem prominent besetzten Film Der längste Tag (1962), als ein fiktiver General in Die letzte Schlacht (1965) und in einer wichtigen Nebenrolle als Colonel Breed in Robert Aldrichs Das dreckige Dutzend (1967). Im Jahr 1969 war Ryan in Sam Peckinpahs Westernklassiker The Wild Bunch – Sie kannten kein Gesetz als Kopfgeldjäger Deke Thornton zu sehen. Seine letzte Filmrolle hatte Ryan 1973 kurz vor seinem Tod in der Eugene-O’Neill-Verfilmung The Iceman Cometh mit Lee Marvin in der Hauptrolle unter der Regie von John Frankenheimer. Für seine Darstellung in diesem Film wurde er posthum mit mehreren Preisen wie dem National Board of Review Award geehrt. Neben seinen Auftritten in Film und Fernsehen kehrte Ryan auch in späteren Jahren immer wieder auf die Theaterbühne zurück und erntete für seine Auftritte in mehreren Shakespeare-Stücken gute Kritiken. 1960 spielte er etwa den Antonius neben Katharine Hepburn in Antonius und Cleopatra bei dem American Shakespeare Festival.
Ryan engagierte sich auch politisch, etwa gegen eine Verfolgung der Hollywood Ten während der McCarthy-Ära sowie für linke und liberale Politik bei Organisationen wie der American Civil Liberties Union. 1939 heiratete er Jessica Cadwalader, eine ehemalige Schauspielerin, mit der er bis zu ihrem Krebstod im Mai 1972 verheiratet war. Sie hatten miteinander zwei Söhne und eine Tochter. Der langjährige schwere Zigarettenraucher Ryan starb, etwas über ein Jahr nach seiner Frau, am 11. Juli 1973 im Alter von 63 Jahren an Lungenkrebs.

## Filmografie (Auswahl)
- 1940: Golden Gloves
- 1940: Queen of the Mob
- 1940: Die scharlachroten Reiter (North West Mounted Police)
- 1943: Ohne Rücksicht auf Verluste (Bombardier)
- 1943: The Sky’s the Limit
- 1943: Behind the Rising Sun
- 1943: The Iron Major
- 1943: Gangway for Tomorrow
- 1943: Tender Comrade
- 1944: Ledernacken (Marine Raiders)
- 1947: Die Todesreiter von Kansas (Trail Street)
- 1947: Die Frau am Strand (The Woman on the Beach)
- 1947: Im Kreuzfeuer (Crossfire)
- 1948: Berlin-Express
- 1948: Der Schrecken von Texas (Return of the Bad Men)
- 1948: Der Junge mit den grünen Haaren (The Boy With Green Hair)
- 1948: Akt der Gewalt (Act of Violence)
- 1949: Gefangen (Caught)
- 1949: Ring frei für Stoker Thompson (The Set-Up)
- 1949: The Woman on Pier 13
- 1950: Die schwarze Lawine (The Secret Fury)
- 1950: Born to be Bad
- 1951: Hard, Fast and Beautiful
- 1951: Der Rächer (Best of the Badmen)
- 1951: Stählerne Schwingen (Flying Leathernecks)
- 1951: Gangster (The Racket)
- 1952: On Dangerous Ground
- 1952: Vor dem neuen Tag (Clash by Night)
- 1952: Beware My Lovely
- 1952: Fluch der Verlorenen (Horizons West)
- 1953: Nackte Gewalt (The Naked Spur)
- 1953: Die Stadt unter dem Meer (City Beneath the Sea)
- 1953: Verhängnisvolle Spuren (Inferno)
- 1954: Weißer Tod in Alaska (Alaska Seas)
- 1954: About Mrs. Leslie
- 1954: Ihre zwölf Männer (Her Twelve Men)
- 1955: Stadt in Angst (Bad Day at Black Rock)
- 1955: Flucht nach Burma (Escape to Burma)
- 1955: Tokio-Story (House of Bamboo)
- 1955: Drei Rivalen (The Tall Men)
- 1956: Die Furchtlosen (The Proud Ones)
- 1956: Zurück aus der Ewigkeit (Back from Eternity)
- 1956–1959: Abenteuer im wilden Westen (Dick Powell’s Zane Grey Theater) (TV-Serie, vier Folgen)
- 1957: Tag ohne Ende (Men in War)
- 1958: Gottes kleiner Acker (God’s Little Acre)
- 1958: Das Leben ist Lüge (Lonelyhearts)
- 1959: Tag der Gesetzlosen (Day of the Outlaw)
- 1959: Wenig Chancen für morgen (Odds Against Tomorrow)
- 1959: Titanen (Ice Palace)
- 1960: Die rote Schwadron (The Canadians)
- 1961: König der Könige (King Of Kings)
- 1962: Die Verdammten der Meere (Billy Budd)
- 1962: Der längste Tag (The Longest Day)
- 1965: Einmal wird abgerechnet (The Crooked Road)
- 1965: Spione unter sich (The Dirty Game)
- 1965: Die letzte Schlacht (Battle of the Bulge)
- 1966: Die gefürchteten Vier (The Professionals)
- 1967: The Busy Body
- 1967: Das dreckige Dutzend (The Dirty Dozen)
- 1967: Die fünf Geächteten (Hour of the Gun)
- 1967: Ein Tag zum Kämpfen (Custer of the West)
- 1967: Mehr tot als lebendig (Un minuto per pregare, un istante per morire)
- 1968: Schlacht um Anzio (Anzio)
- 1969: The Wild Bunch – Sie kannten kein Gesetz (The Wild Bunch)
- 1969: Kapitän Nemo (Captain Nemo and the Underwater City)
- 1971: Lawman
- 1971: Die Liebesmaschine (The Love Machine)
- 1972: Treibjagd (La Course du lièvre à travers les champs)
- 1973: Lolly Madonna XXX
- 1973: Der Mann ohne Vaterland (The Man Without a Country) (TV-Film)
- 1973: Revolte in der Unterwelt (The Outfit)
- 1973: The Iceman Cometh
- 1973: Unternehmen Staatsgewalt (Executive Action)

## Auszeichnungen
- 1948: Oscar-Nominierung in der Kategorie Bester Nebendarsteller für Im Kreuzfeuer
- 1963: Nominierung für den British Academy Film Award in der Kategorie Bester ausländischer Darsteller für Die Verdammten der Meere
- 1970: Laurel-Award-Nominierung in der Kategorie Bester Nebendarsteller für The Wild Bunch – Sie kannten kein Gesetz
- 1973: National Board of Review Award in der Kategorie Bester Nebendarsteller für The Iceman Cometh (posthum)
- 1974: Kansas City Film Critics Circle Award in der Kategorie Bester Nebendarsteller für The Iceman Cometh (posthum)
- 1974: Spezialpreis der National Society of Film Critics für The Iceman Cometh (posthum)